# 勒恩德·汉德

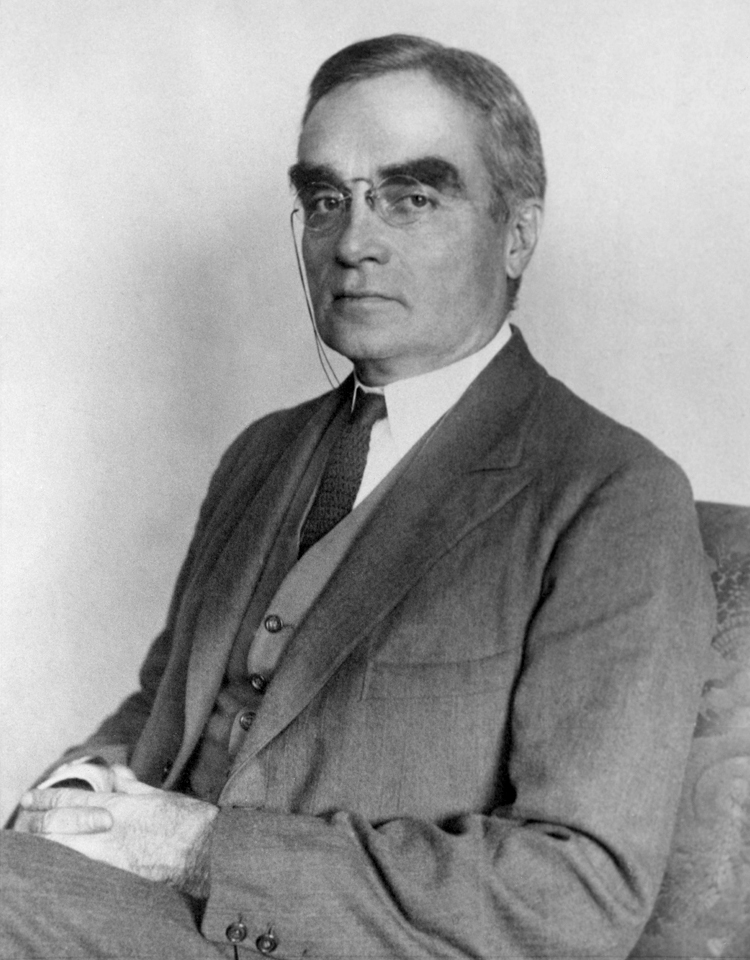
勒恩德·汉德

勒恩德·汉德（Learned Hand，1872年1月27日—1961年8月18日），哈佛大學本科主修哲學，哈佛法學院優等畢業(with honors)。是美国著名法官，他的著名成就是把经济分析的方法运用到了美国侵权法中。儘管未曾擔任最高法院大法官，但他被公认为是美国最高法院三位大法官约翰·马歇尔、小奥利弗·温德尔·霍姆斯、本杰明·卡多佐之外的最有影响力的法官。